# Caspar Siegfried Gähler

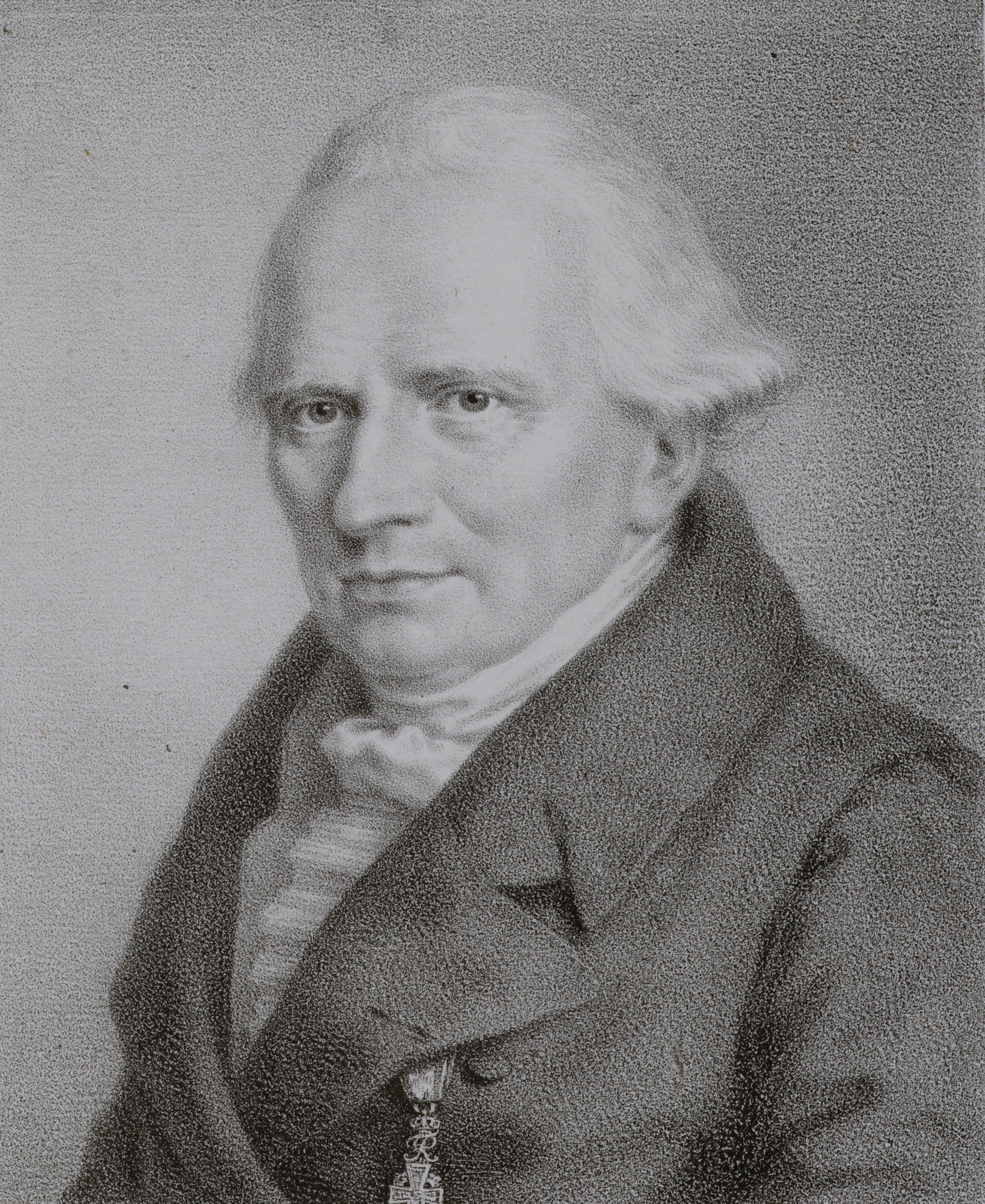
Caspar Siegfried Gähler, Lithographie von Carl Friedrich Kroymann (1825)

Caspar Siegfried Gähler, auch: Casper (* 13. Januar 1747 in Delmenhorst; † 2. Januar 1825 in Altona) war ein deutscher Verwaltungsjurist und Bürgermeister von Altona.

## Leben
Gähler stammte aus einer Familie des Herzogtums Schleswig, die schon mehrere Generationen in königlich dänischen Diensten gestanden hatte. Sein Vater Nicolaus Ullrich Gähler (* 1695 in Flensburg) war zunächst an der Deutschen Kanzlei in Kopenhagen tätig und wurde Ende der 1730er Jahre königlich-dänischer Landvogt in Delmenhorst. In zweiter Ehe war er hier mit Adelheid Margaretha, geb. Voltmann, verheiratet. Das Paar hatte acht Kinder: zwei Söhne und sechs Töchter. Caspar erhielt seinen Namen nach seinem Onkel, dem 1749 geadelten königlich-dänischen Kriegskommissar Casper (von) Gähler (1680–1759).
Er erhielt Privatunterricht von seinem Vater und begann 1763 ein Jura-Studium an der Universität Leipzig, das er an der Universität Jena fortsetzte. Nach Abschluss des Studiums praktizierte er als Advokat in Delmenhorst.
1768 wurde er Sekretär beim damaligen Oberpräsidenten von Altona, seinem Cousin Sigismund Wilhelm von Gähler (1706–1788). Ab 1776 war er Generaladministrator des königlichen Lottos in den Herzogtümern Schleswig und Holstein.
Am 14. April 1779 wurde er zum Syndikus und Ersten Stadtsekretär von Altona ernannt. Als solcher hatte er auch die Testamente der Bürger aufzunehmen und entwickelte sich zu einem weithin geschätzten Experten im Testaments- und Erbrecht. Am 15. April 1791 rückte er zum dirigierenden Bürgermeister auf und wurde Mitglied der Justizdirektion und 1792 des Commerzcollegiums. In seine Amtszeit fielen die Auswirkungen der Französischen Revolution: rasches Wachstum Altonas durch französische Flüchtlinge, aber auch ein rasanter Preisanstieg und Konkurse. Mit der Elbsperre 1803 fand dieser Boom ein Ende.
Gähler war in zahlreichen Kommissionen tätig, die das Verhältnis zur Nachbarstadt Hamburg regeln sollten. In der Zeit der französischen Besetzung Hamburgs verhandelte er in Vertretung des Oberpräsidenten Christian Ludwig von Stemann (1789–1808) mit den französischen Behörden und verwaltete die Oberpräsidentenstelle bis zum Amtsantritt von Conrad Daniel von Blücher-Altona, mit dem er bei der Bewahrung der neutralen Stadt Altona eng zusammenarbeitete.
Seit 4. April 1781 war er mit Margaretha Elisabeth, geb. Geismer, aus Hamburg verheiratet. Das Paar hatte zwei Söhne, von denen einer früh starb, und zwei Töchter.
Gähler war vielseitig interessiert, vor allem auf philosophischem und musikalischem Gebiet. Bald nach seiner Ankunft in Altona freundete er sich mit Carl Philipp Emanuel Bach an und nahm Stunden bei ihm; er unterstützte das Theater und Konzerte in Altona. Auch mit Heinrich Wilhelm von Gerstenberg war er befreundet; er verhalf ihm zu seiner Stelle in Altona und sorgte 1815/16 für die Ausgabe seiner Schriften. Gähler zählte zu den Gründungsmitgliedern der Schleswig-Holsteinischen Patriotischen Gesellschaft.
In jahrzehntelanger Sammlertätigkeit hatte er eine umfangreiche Privatbibliothek zusammengetragen, die im Februar 1827 versteigert wurde. Daraus hat sich eine Historienbibel aus dem Lübecker Michaeliskonvent erhalten, die sich heute in der Houghton Library der Harvard University befindet. Zu den Musikalien zählten Stücke, die Gähler aus dem Nachlass von C. P. E. Bach erworben hatte, darunter die Partitur von Johann Sebastian Bachs Kantate Tilge, Höchster, meine Sünden (BWV 1083) nach Giovanni Battista Pergolesis Stabat mater.

## Auszeichnungen
- 1799 Titel Etatsrath
- 1810 Dannebrogorden 4. Klasse
- 1810 Titel Conferenzrath
- 1817 Commandeur vom Dannebrogorden
- 1818 Juristischer Ehrendoktor der Universität Kiel

## Werke
- Kurze Beschreibung der Stadt Altona. Altona 1802

### Nachlassbibliothek
- Verzeichniss der hinterlassenen Büchersammlung des verstorbenen Conferenzraths und Bürgermeisters, Herrn Casper Siegfried Gähler. Erster Teil. Altona, 1825
- Verzeichniss der hinterlassenen Büchersammlung des verstorbenen Conferenzraths und Bürgermeisters, Herrn Casper Siegfried Gähler. Zweiter Teil. Altona 1826
- Verzeichniss der hinterlassenen Büchersammlung des verstorbenen Conferenzraths und Bürgermeisters, Herrn Casper Siegfried Gähler. Dritter Theil, enthaltend: die musikalische Bibliothek, aus musikalischen Schriften und Musicalien der berühmtesten und ältesten und neuern Componisten bestehend, welcher den 19ten Februar 1827 und folg. Tage in dem Hause große Bergstraße No. 381, morgens von 10 bis 2 Uhr durch den Herrn Auktionsverwalter Frisch öffentlich an den Meistbietenden verkauft werden soll. (Digitalisat des Exemplars der University of Virginia (ex Kgl. Bibliothek Berlin) bei Hathi Trust)